# Trachemys emolli
Trachemys emolli is een schildpad uit de familie moerasschildpadden (Emydidae). De soort werd voor het eerst wetenschappelijk beschreven door John Marshall Legler in 1990. Oorspronkelijk werd de wetenschappelijke naam Pseudemys scripta emolli gebruikt. 
De schildpad bereikt een maximale schildlengte tot ongeveer 37 centimeter. Op de kop is een oogstreep aanwezig welke vaak tweekleurig is.
De soort werd lange tijd als ondersoort van de lettersierschildpad (Trachemys scripta ) beschouwd, waardoor de verouderde wetenschappelijke naam in de literatuur wordt gebruikt. Trachemys emolli komt voor in delen van Midden-Amerika. De soort leeft in de landen Nicaragua en Costa Rica.